# Snob-Motorenwerk
Die Snob-Motorenwerk war ein deutsches Unternehmen zur Herstellung von Einbaumotoren und Motorrädern mit Sitz in Düsseldorf-Oberkassel und in der Rechtsform einer GmbH. Es ging hervor aus dem Rhein-Motorenwerk. Warum für die Firma bzw. die Marke der eigentlich negativ konnotierte Begriff Snob gewählt wurde, ist nicht bekannt.

## Geschichte
Zwischen 1921 und 1925 baute das Unternehmen einen von Karl Döpfner entwickelten Viertaktmotor mit IOE-Ventilsteuerung und 154 cm³ Hubraum, der in das eigene Motorrad Snob und in Fahrzeuge anderer Hersteller eingebaut wurde. Die Motoren leisteten 1,5 PS und galten als schnell und zuverlässig. Rund 20.000 Motorräder produzierte das Werk selbst. Eine Zeitungsanzeige von 1922 zeigt das „Snob-Kleinkraft-Rad“ mit nicht gefedertem Fahrradrahmen, Stecktank und Riemenantrieb vom Motor auf das Hinterrad sowie Pedalen und Fahrradkette für den Start oder die Fahrt mit Muskelkraft.
In einer Anzeige von 1923 stand unter der Überschrift: „Über 150 Preise“ unter anderem: „Genauso wichtig wie Rennen sind für alle Motoren die sogenannten Brennstoffprüfungen. … In Braunschweig fand eine solche Prüfung, die für alle A.D.A.C.-Mitglieder offen war, in Form einer Halbliterfahrt statt. Der schnelle Snob-Motor erwies sich hier wiederum als der sparsamste. … Der Sieger R. Bohs fuhr mit einem halben Liter Benzin 47,1 km!!!“ (Das bedeutet einen Benzinverbrauch von 1,06 Liter auf 100 Kilometer.) Zu dieser Meldung gab es einen Seitenhieb auf die Konkurrenz: „Hinter Snob kamen die anderen, natürlich auch D.K.W.“   